# Borislav Cvetković
Borislav Cvetković, född den 30 september 1962 i Karlovac, Jugoslavien, (nuvarande Kroatien), är en jugoslavisk/serbisk före detta fotbollsspelare som tog OS-brons med Jugoslavien vid de olympiska sommarspelen 1984 i Los Angeles.